# لغة الإشارة دوينتزا
لغة الإشارة في دوينتزا، أو لغة الإشارة الدوجونية، هي لغة إشارة مجتمعية مستخدمة في دوينتزا والمجتمعات المجاورة في منطقة الدوجون في مالي. من غير المعروف مدى تشابهها مع لغة الإشارة القروية القريبة، لغة الإشارة تيبول، لكن من المحتمل ألا تكون مرتبطة بلغة إشارة أخرى في منطقة الدوجون، وهي لغة الإشارة بيربي. حتى سنة 2013، لم يكن هناك مدرسة للصم في المنطقة، لكن هناك خطة لإنشاء واحدة؛ وقد يؤثر إدخال لغة الإشارة الأمريكية كلغة للتعليم على لغة الإشارة في دوينتزا. وقد جمع معهد ماكس بلانك لعلم النفس اللغوي أرشيف فيديو لتوثيق الشكل السابق للغة قبل الاحتكاك.